# 熊梅
熊梅（1964年—），女，汉族，贵州铜仁人，中华人民共和国教育家，中国共产党党员，第十二届全国人民代表大会吉林地区代表。

## 生平
毕业于东北师范大学教育学原理专业。2013年，被选为全国人大代表。